# WPHL 1997/98
Die Saison 1997/98 war die zweite reguläre Saison der Western Professional Hockey League. Die zwölf regulären WPHL-Teams absolvierten in der regulären Saison je 69 Begegnungen, während der HK Traktor Tscheljabinsk aus der russischen Superliga als Gastmannschaft gegen jede der anderen Mannschaften ein Spiel absolvierte. Das punktbeste Team der regulären Saison waren die Fort Worth Brahmas, während die El Paso Buzzards in den Play-offs zum zweiten Mal den President’s Cup gewannen.

## Teamänderungen
Folgende Änderungen wurden vor Beginn der Saison vorgenommen:
- Der russische Eishockeyklub HK Traktor Tscheljabinsk nahm als Gastmannschaft an der WPHL teil und bestritt insgesamt zwölf Saisonspiele.
- Die Fort Worth Brahmas wurden als Expansionsteam in die Liga aufgenommen.
- Die Lake Charles Ice Pirates wurden als Expansionsteam in die Liga aufgenommen.
- Die Monroe Moccasins wurden als Expansionsteam in die Liga aufgenommen.
- Die Odessa Jackalopes wurden als Expansionsteam in die Liga aufgenommen.
- Die San Angelo Outlaws wurden als Expansionsteam in die Liga aufgenommen.
- Die Shreveport Mudbugs wurden als Expansionsteam in die Liga aufgenommen.

## Reguläre Saison

### Abschlusstabellen
Abkürzungen: GP = Spiele, W = Siege, L = Niederlagen, T = Unentschieden, OTL = Niederlage nach Overtime, GF = Erzielte Tore, GA = Gegentore, Pts = Punkte
| Eastern Division         | GP | W  | L  | OTL | GF  | GA  | Pts |
| ------------------------ | -- | -- | -- | --- | --- | --- | --- |
| Fort Worth Brahmas       | 69 | 41 | 17 | 11  | 296 | 219 | 93  |
| Shreveport Mudbugs       | 69 | 42 | 20 | 7   | 308 | 228 | 91  |
| Central Texas Stampede   | 69 | 40 | 23 | 6   | 258 | 251 | 86  |
| Austin Ice Bats          | 69 | 35 | 23 | 11  | 247 | 255 | 81  |
| Lake Charles Ice Pirates | 69 | 35 | 28 | 6   | 273 | 280 | 76  |
| Monroe Moccasins         | 69 | 35 | 2  | 2   | 225 | 223 | 72  |
| Waco Wizards             | 69 | 18 | 48 | 3   | 203 | 319 | 39  |

| Western Division     | GP | W  | L  | OTL | GF  | GA  | Pts |
| -------------------- | -- | -- | -- | --- | --- | --- | --- |
| El Paso Buzzards     | 69 | 43 | 20 | 6   | 338 | 252 | 92  |
| New Mexico Scorpions | 69 | 42 | 20 | 7   | 324 | 236 | 91  |
| San Angelo Outlaws   | 69 | 29 | 34 | 6   | 280 | 326 | 64  |
| Amarillo Rattlers    | 69 | 25 | 32 | 12  | 228 | 300 | 62  |
| Odessa Jackalopes    | 69 | 26 | 37 | 6   | 262 | 360 | 58  |

| Gastmannschaft           | GP | W | L | OTL | GF | GA | Pts |
| ------------------------ | -- | - | - | --- | -- | -- | --- |
| HK Traktor Tscheljabinsk | 12 | 9 | 3 | 0   | 49 | 42 | 18  |

## President's-Cup-Playoffs
| President's-Cup-Viertelfinale | President's-Cup-Viertelfinale | President's-Cup-Viertelfinale |    |                      | President's-Cup-Halbfinale | President's-Cup-Halbfinale | President's-Cup-Halbfinale |  |  | President's-Cup-Finale | President's-Cup-Finale | President's-Cup-Finale |
|                               |                               |                               |    |                      |                            |                            |                            |  |  |                        |                        |                        |
| W1                            | El Paso Buzzards              | 3                             |    |                      |                            |                            |                            |  |  |                        |                        |                        |
| E5                            | Lake Charles Ice Pirates      | 1                             |    |                      |                            |                            |                            |  |  |                        |                        |                        |
| E5                            | Lake Charles Ice Pirates      | 1                             | W1 | El Paso Buzzards     | 4                          |                            |                            |  |  |                        |                        |                        |
|                               |                               |                               | W1 | El Paso Buzzards     | 4                          |                            |                            |  |  |                        |                        |                        |
|                               | W2                            | New Mexico Scorpions          | 3  |                      |                            |                            |                            |  |  |                        |                        |                        |
| W2                            | W2                            | New Mexico Scorpions          | 3  | New Mexico Scorpions | 3                          |                            |                            |  |  |                        |                        |                        |
| W2                            |                               |                               |    | New Mexico Scorpions | 3                          |                            |                            |  |  |                        |                        |                        |
| W3                            | San Angelo Outlaws            | 0                             |    |                      |                            |                            |                            |  |  |                        |                        |                        |
| W3                            | San Angelo Outlaws            | 0                             | W1 | El Paso Buzzards     | 4                          |                            |                            |  |  |                        |                        |                        |
|                               |                               |                               |    | El Paso Buzzards     | 4                          |                            |                            |  |  |                        |                        |                        |
|                               | E1                            | Fort Worth Brahmas            | 0  |                      |                            |                            |                            |  |  |                        |                        |                        |
| E1                            | E1                            | Fort Worth Brahmas            | 0  | Fort Worth Brahmas   | 4                          |                            |                            |  |  |                        |                        |                        |
| E1                            |                               |                               |    | Fort Worth Brahmas   | 4                          |                            |                            |  |  |                        |                        |                        |
| E4                            | Austin Ice Bats               | 1                             |    |                      |                            |                            |                            |  |  |                        |                        |                        |
| E4                            | Austin Ice Bats               | 1                             | E1 | Fort Worth Brahmas   | 4                          |                            |                            |  |  |                        |                        |                        |
|                               |                               |                               | E1 | Fort Worth Brahmas   | 4                          |                            |                            |  |  |                        |                        |                        |
|                               | E2                            | Shreveport Mudbugs            | 0  |                      |                            |                            |                            |  |  |                        |                        |                        |
| E2                            | E2                            | Shreveport Mudbugs            | 0  | Shreveport Mudbugs   | 3                          |                            |                            |  |  |                        |                        |                        |
| E2                            |                               |                               |    | Shreveport Mudbugs   | 3                          |                            |                            |  |  |                        |                        |                        |
| E3                            | Central Texas Stampede        | 1                             |    |                      |                            |                            |                            |  |  |                        |                        |                        |

## Vergebene Trophäen
| Auszeichnung                                                        | Spieler            | Team                 |
| ------------------------------------------------------------------- | ------------------ | -------------------- |
| Coach of the Year Bester Trainer                                    | Bill McDonald      | Fort Worth Brahmas   |
| Most Valuable Player Bester Spieler der regulären Saison            | Jamie Thompson     | El Paso Buzzards     |
| Playoff Most Valuable Player Bester Spieler der Playoffs            | Bill Trew          | El Paso Buzzards     |
| Man of the Year Spieler des Jahres                                  | Jamie Thompson     | El Paso Buzzards     |
| Most Outstanding Defenseman Bester Verteidiger der regulären Saison | Eric Ricard        | New Mexico Scorpions |
| Most Outstanding Goaltender Bester Torhüter der regulären Saison    | Kevin St. Pierre   | Shreveport Mudbugs   |
| Rookie of the Year Bester Rookie der regulären Saison               | Sami Laine         | Odessa Jackalopes    |
| Scoring Champion Bester Scorer der regulären Saison                 | Carl Boudreau      | San Angelo Outlaws   |
| President’s Cup Gewinner der WPHL-Playoffs                          | El Paso Buzzards   | El Paso Buzzards     |
| Governors’ Cup Bestes Team der regulären Saison                     | Fort Worth Brahmas | Fort Worth Brahmas   |